# Niederhasli
Niederhasli ist eine politische Gemeinde im Schweizer Kanton Zürich. Sie gehört zum Bezirk Dielsdorf.

## Wappen
Blasonierung:
Geteilt von Silber und Rot, oben in Silber ein wachsendes, schwarzbekleidetes Mannsbrustbild, schwarz bemützt mit goldener Stulpe und Quaste
Das Wappen der Gemeinde Niederhasli ist übernommen vom Wappen der Herren von Mandach (belegt 1340), die im Mittelalter weite Teile der heutigen politischen Gemeinde besassen. Begütert in Niederhasli waren einst auch die Freiherren von Tengen. Bei Johannes Krauer (um 1860) raucht der Mann eine Tabakpfeife. Die offizielle Annahme der heutigen Blasonierung datiert auf 1928. Von den Einwohnern wird die abgebildete Person auch Joggeli genannt.

## Geographie
Niederhasli liegt im Glatttal vor dem Eingang zum Wehntal zwischen Dielsdorf und Rümlang. Diese Gegend ist Teil des Zürcher Unterlands. Zur Gemeinde gehören auch die Ortschaften Oberhasli, Mettmenhasli und Nassenwil, der Weiler Kastelhof, das Gehöft Steinacker sowie mehrere Einzelhöfe.
Zwischen Niederhasli und Mettmenhasli befindet sich der Mettmenhaslisee, kurz auch Haslisee, salopp Näppi genannt. Der See wird durch einen Grundwasseraufstoss gespeist und durch den Haslibach entwässert. Am Nordufer des Sees befindet sich ein Naturschutzgebiet, wogegen sich am Südufer eine Badeanstalt ausbreitet.

## Geschichte
Niederhasli wurde erstmals 931 als Haslia urkundlich erwähnt und gelangte 1442 in den Besitz der Stadt Zürich. 1530 bis 1534 war der Reformator Ulrich Bolt Pfarrer in Niederhasli. Mit Paul Böhringer wirkte von 1875 bis 1879 ein weiterer bekannter Theologe an dieser Pfarrstelle.

Luftbild von Walter Mittelholzer (1932)

## Bevölkerung
| Jahr | Einwohner |
| ---- | --------- |
| 1634 | 502       |
| 1850 | 580       |
| 1900 | 876       |
| 1950 | 1072      |
| 1960 | 1375      |
| 1970 | 2838      |
| 1980 | 5084      |
| 1990 | 5840      |
| 2000 | 7516      |
| 2005 | 7749      |
| 2010 | 8526      |
| 2015 | 9085      |
| 2020 | 9446      |
| 2022 | 9483      |

- Bevölkerungsdichte: 840,4 Einw./km²
- Konfessionszugehörigkeit: 23,9 % evangelisch-reformiert, 24,8 % römisch-katholisch, 51,2 % keine oder andere konfessionelle Zugehörigkeit (Stand: 2022).[10]

## Politik
Seit März 2023 ist Daniel T. Wüest Gemeindepräsident (FDP, Stand Dezember 2023).
Bei der Nationalratswahl 2019 erreichten die Parteien folgende Wähleranteile: SVP 42,51 %, SP 13,14 %, glp 12,23 %, FDP 10,15 %, Grüne 8,17 %, CVP 4,83 %, EVP 2,68 %, EDU 2,58 %, BDP 1,63 % und andere (8) 2,08 %.
Die Wähleranteile bei der Nationalratswahl 2023: SVP 45,02 % (+2,50 %), SP 13,66 % (+0,52 %), FDP 10,77 % (+0,61 %), glp 9,35 % (−2,88 %), Die Mitte 8,7 % (+2,25 %), Grüne 4,83 % (−3,34 %), EVP 2,42 % (−0,26 %), EDU 2,05 % (−0,53 %), Aufrecht Zürich 1,01 %, andere (11) 2,19 %.

## Wirtschaft

### Arbeit und Unternehmen
Niederhasli ist in erster Linie eine Pendlergemeinde. Ein grosser Teil der Bevölkerung arbeitet in Zürich. Auf dem Gemeindegebiet befinden sich zwei Tanklager, ein Containerumschlagplatz, eine Getreidemühle, eine Kunststofffabrik sowie einige weitere kleine und mittlere Betriebe. 1972 wurde der Zweckverband Abwasserreinigung Fischbach-Glatt gegründet, welcher in Niederglatt eine Kläranlage für die angeschlossenen Gemeinden betreibt.

### Verkehr
Niederhasli liegt an der Wehntalbahn (Oberglatt–Niederweningen), die von der S 15 Rapperswil – Uster – Zürich HB – Oberglatt – Niederweningen  befahren wird. Die Züge der S 15  verkehren halbstündlich.
Oberhasli wird werktags und samstags bis 21:00 Uhr tagsüber halbstündlich und abends stündlich von der ZVV-Buslinie 797 (Rümlang–Oberhasli) vom Bahnhof Rümlang aus erschlossen. Der Bus wird von den Verkehrsbetrieben Glattal (VBG) betrieben und bedient in Oberhasli die fünf Haltestellen Hasliberg, Spielplatz, Moosacker, Post und Dorf.
In Niederhasli wird die Haltestelle Hofstetterstrasse durch die von Postauto betriebene ZVV-Buslinie 510 (Zürich Flughafen – Kaiserstuhl AG) bedient, die Haltestelle Dorf und Hofstetterstrasse von der Postauto-Buslinie 535 (Oberglatt – Dielsdorf – Stadel b. N. – Bülach).
Ab Bahnhof Niederhasli sind die Ortschaft Nassenwil über die Ruftaxi-Linie 533 und die Industrie von Oberhasli über die Ruftaxi-Linie 534 tagsüber stündlich erreichbar.
Die Ortschaft Mettmenhasli ist nicht durch den öffentlichen Verkehr erschlossen.
Der Umschlagterminal Niederglatt für den kombinierten Verkehr befindet sich auf Gemeindegebiet, an der Grenze zu Niederglatt. Er verfügt über 4 Gleise (1600 m) und wird durch Swissterminal betrieben.

## Bilder

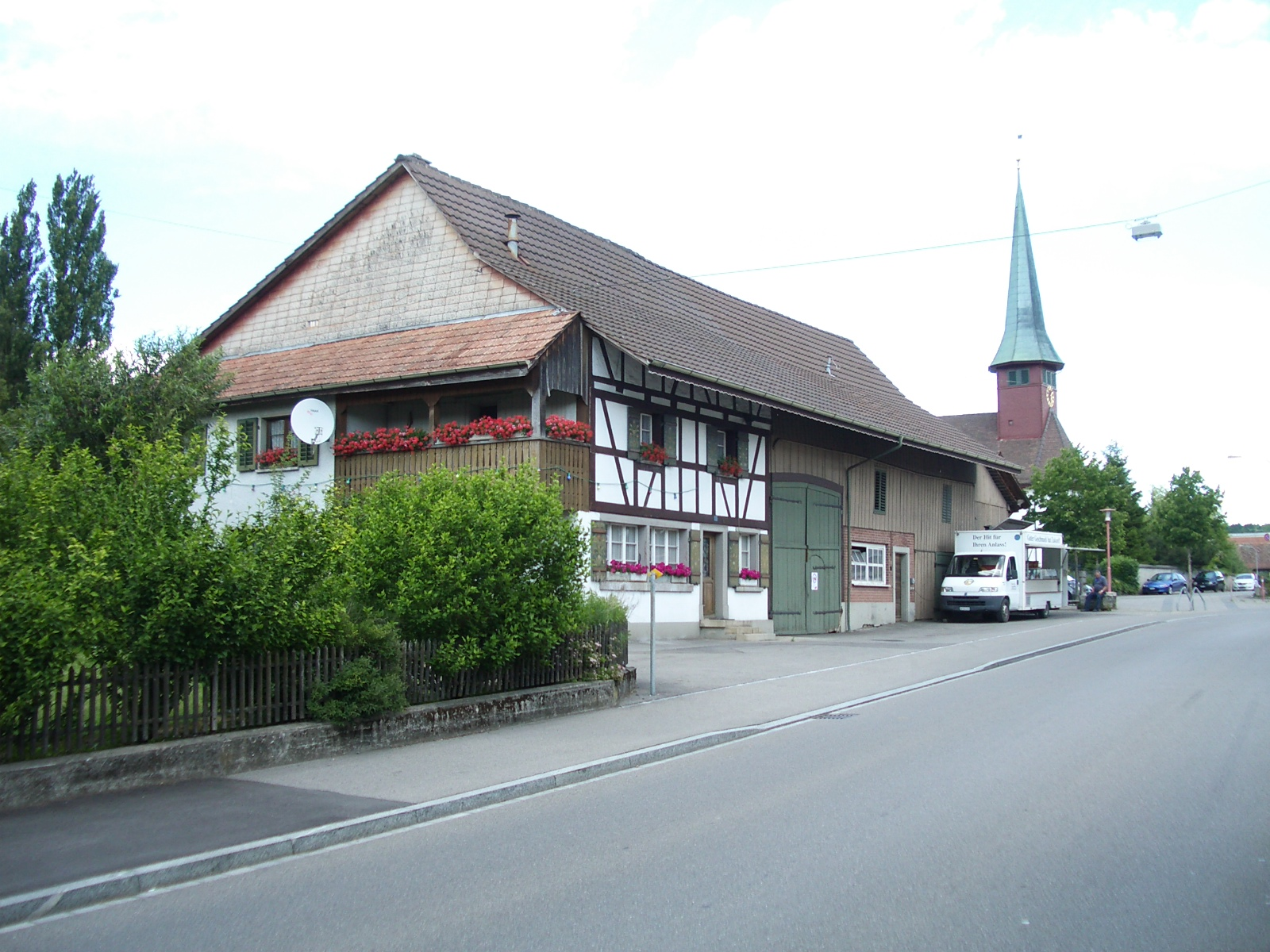
Niederhasli, Bauernhaus und reformierte Kirche
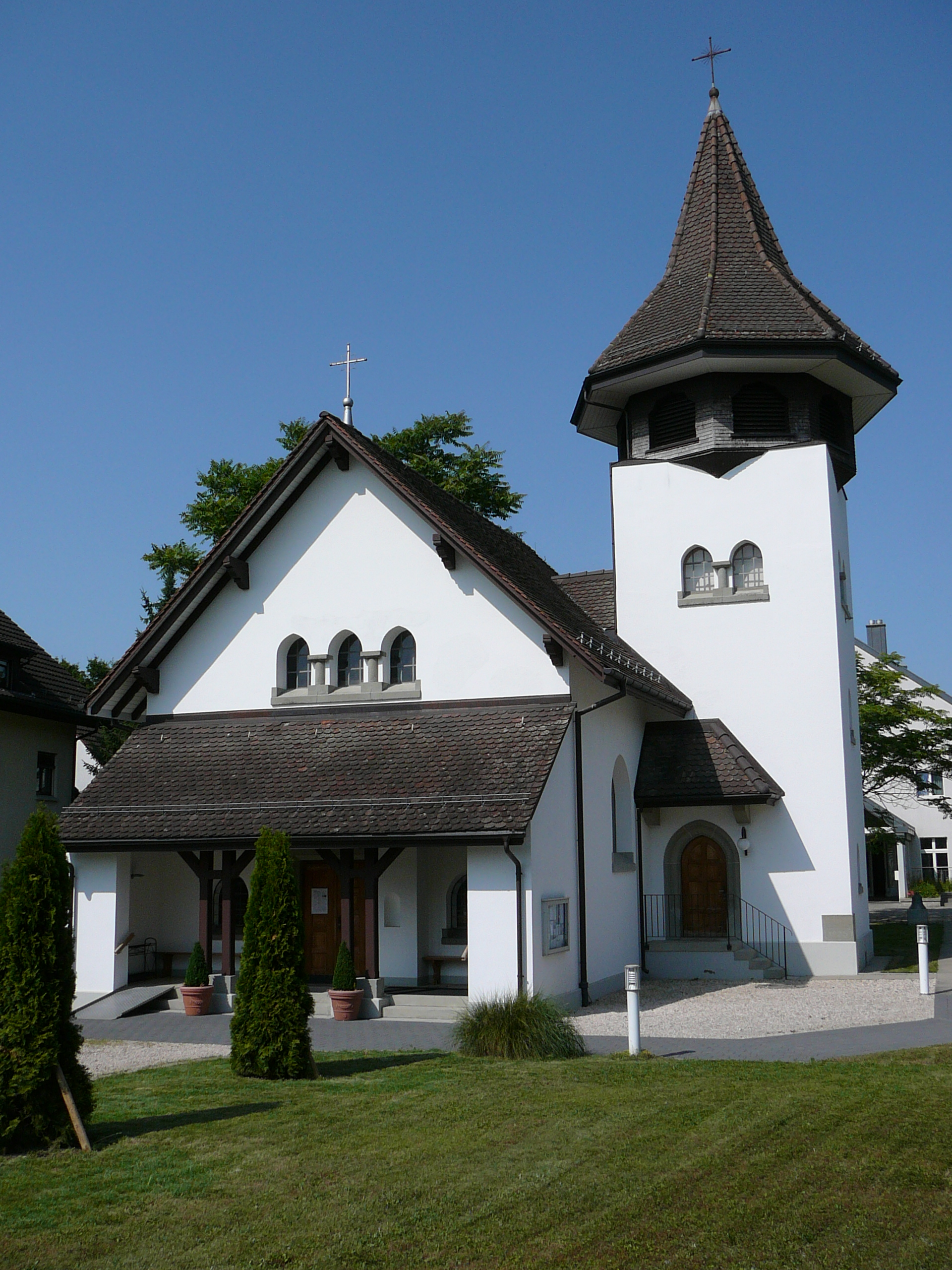
St. Christophorus
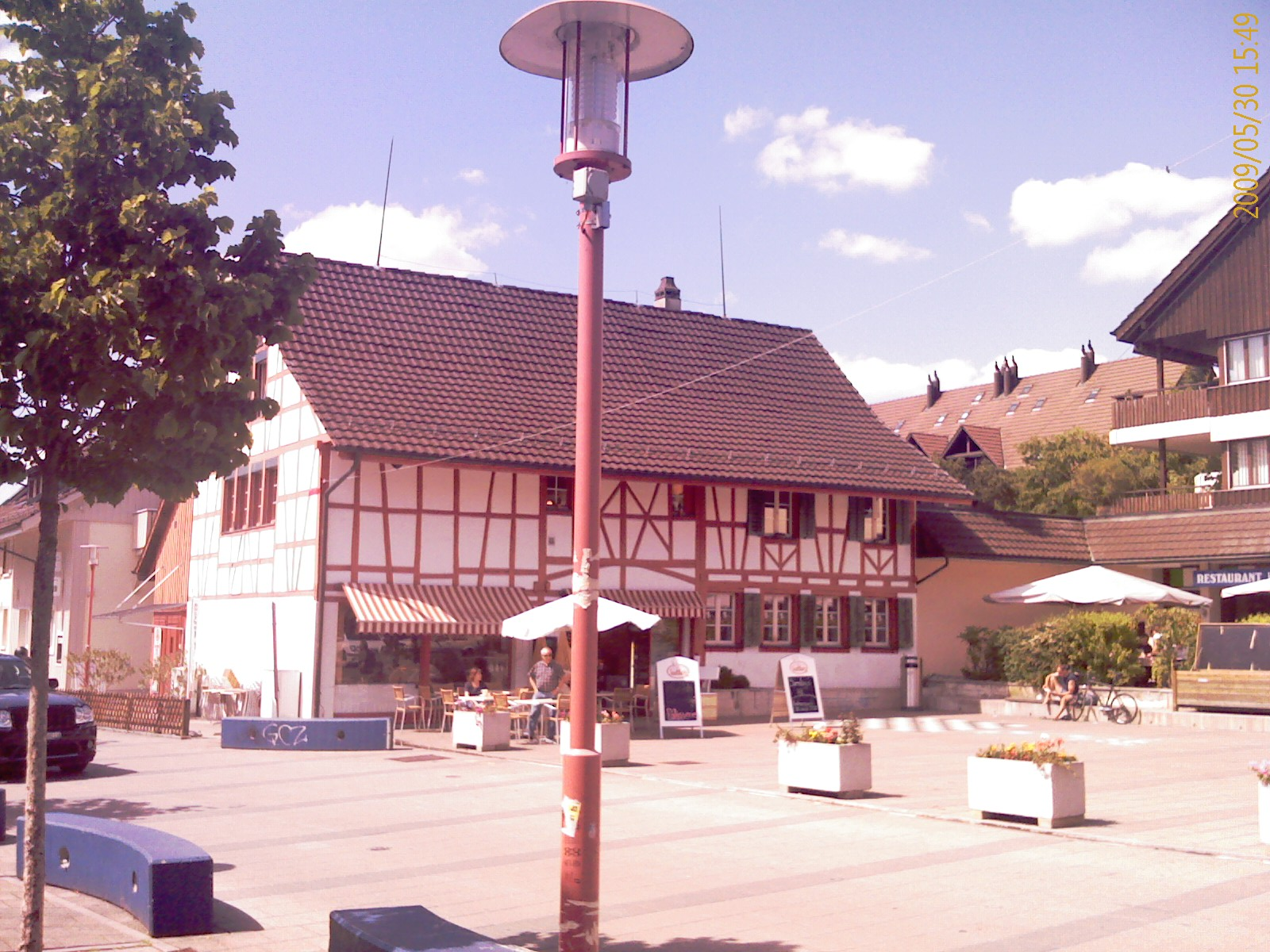
Niederhasli, Fachwerkhaus im Dorfzentrum
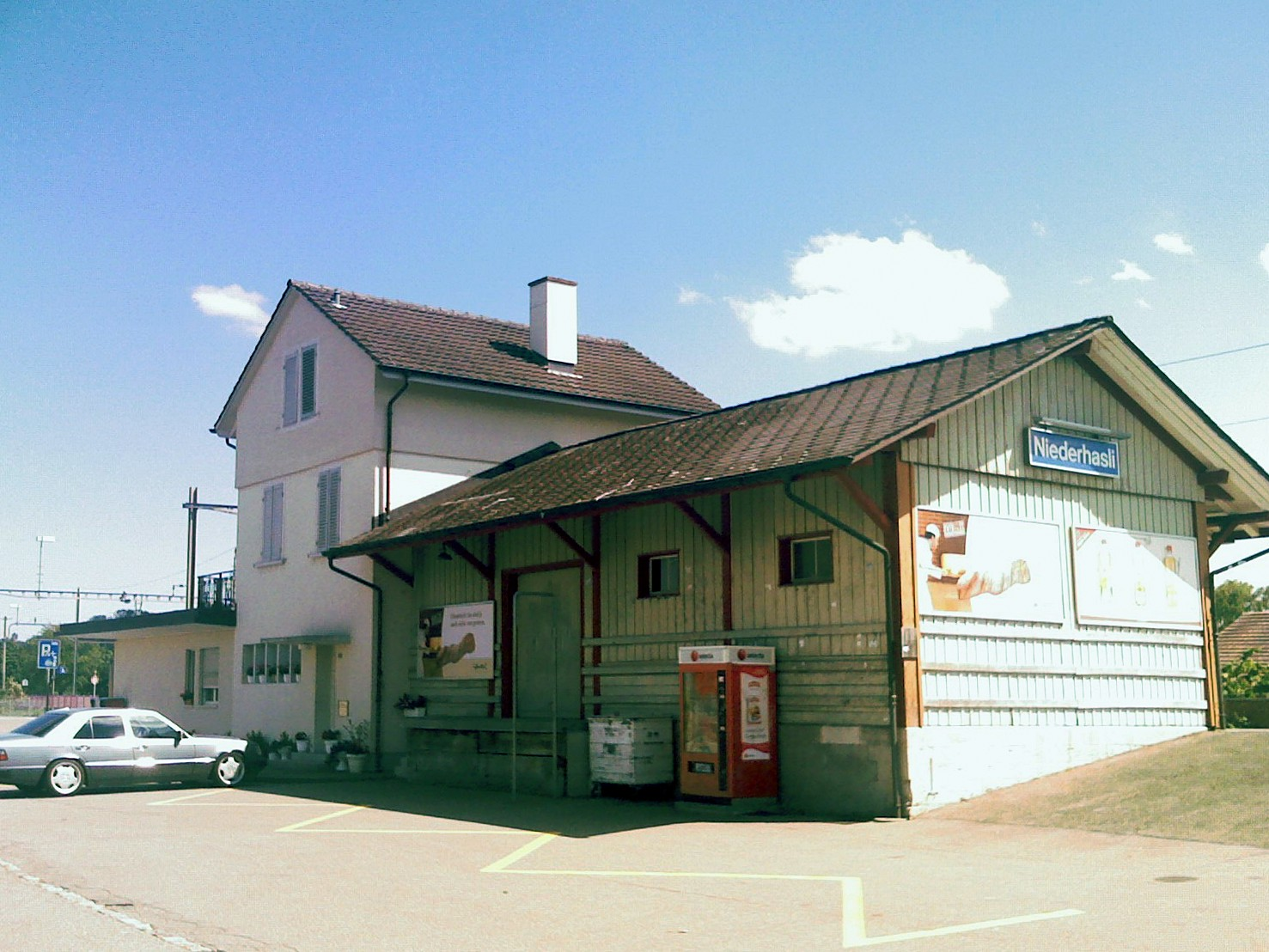
Bahnhof Niederhasli
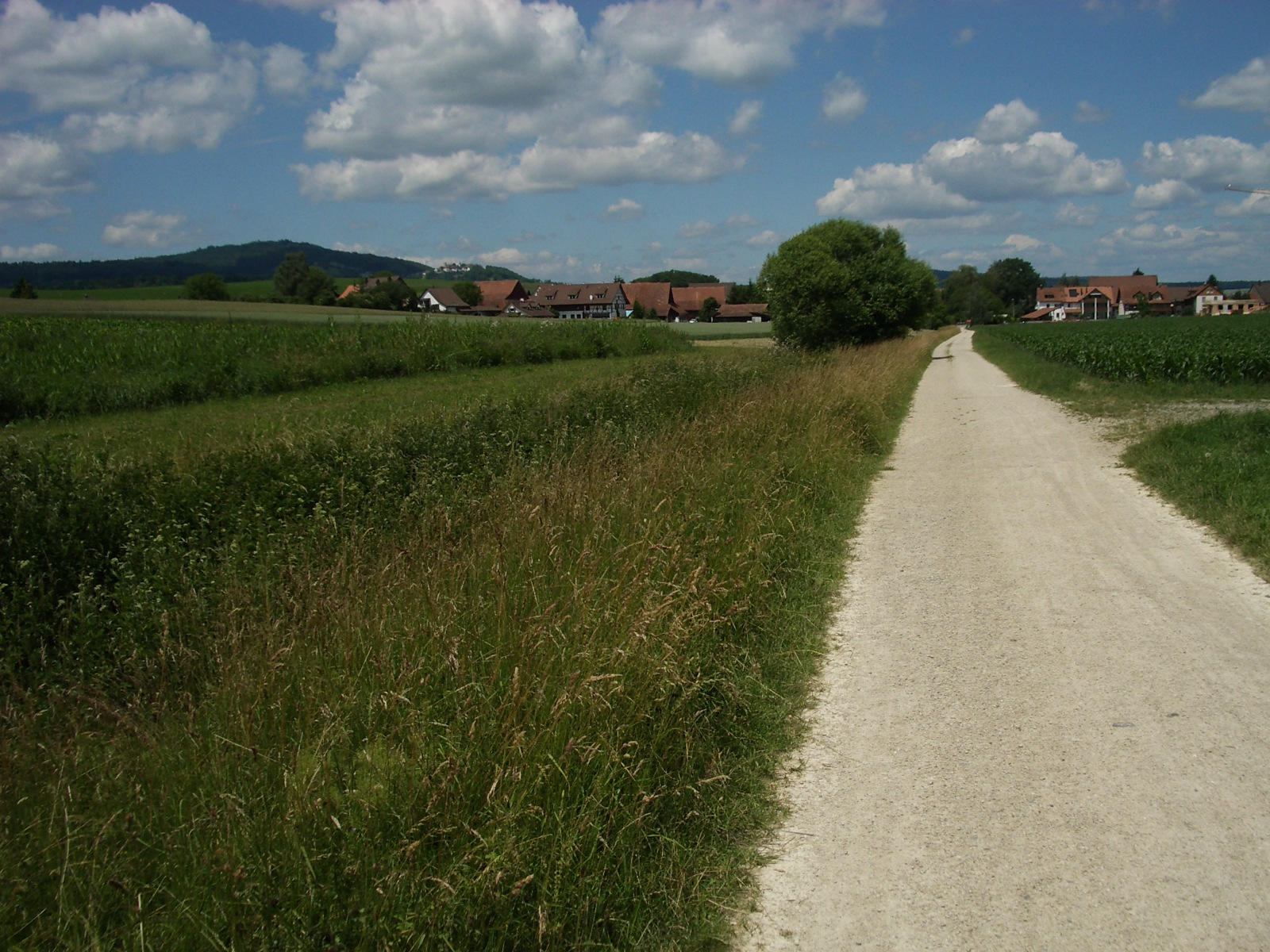
Mettmenhasli mit Regensberg und Lägern
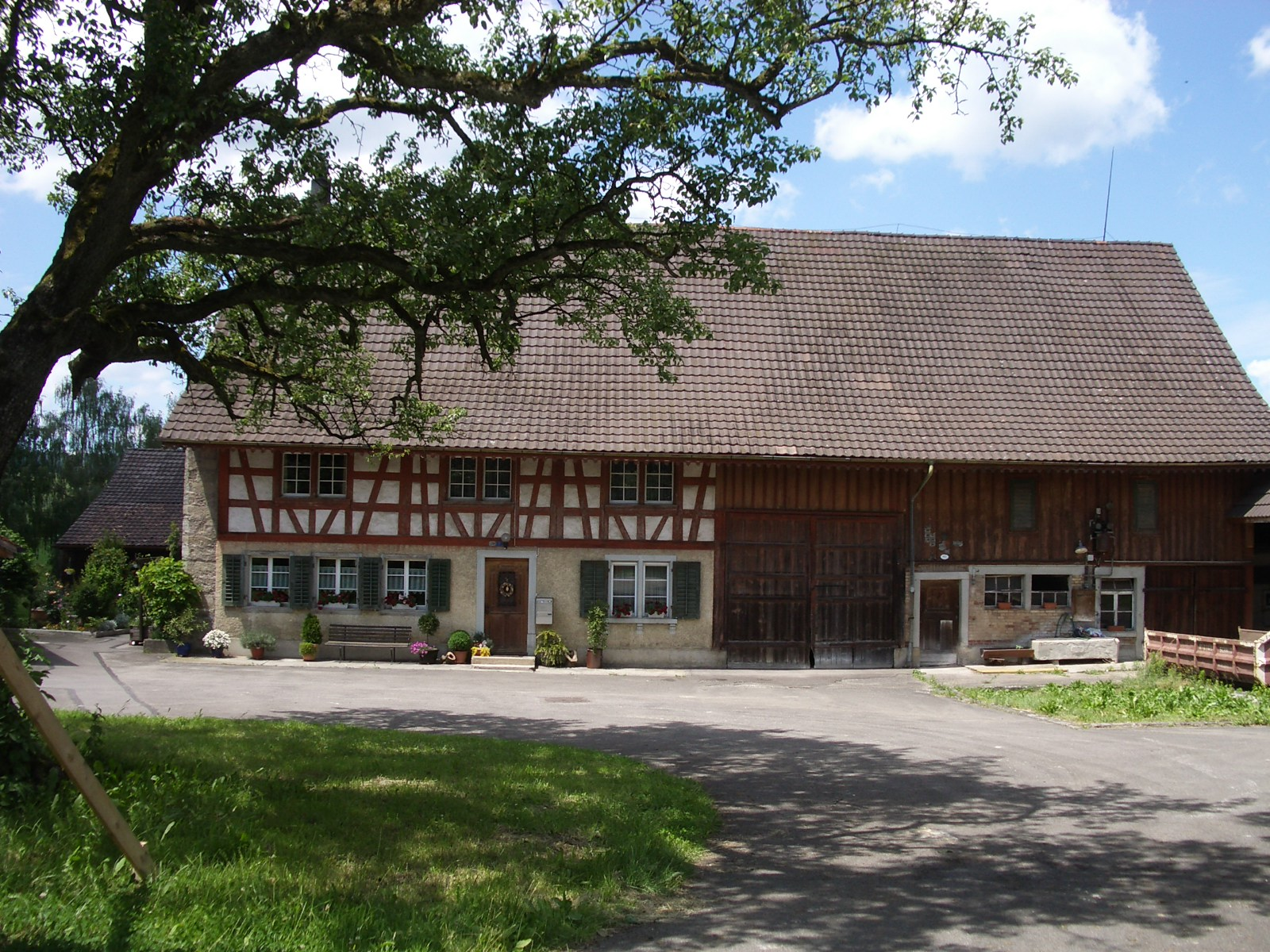
Bauernhaus in Mettmenhasli
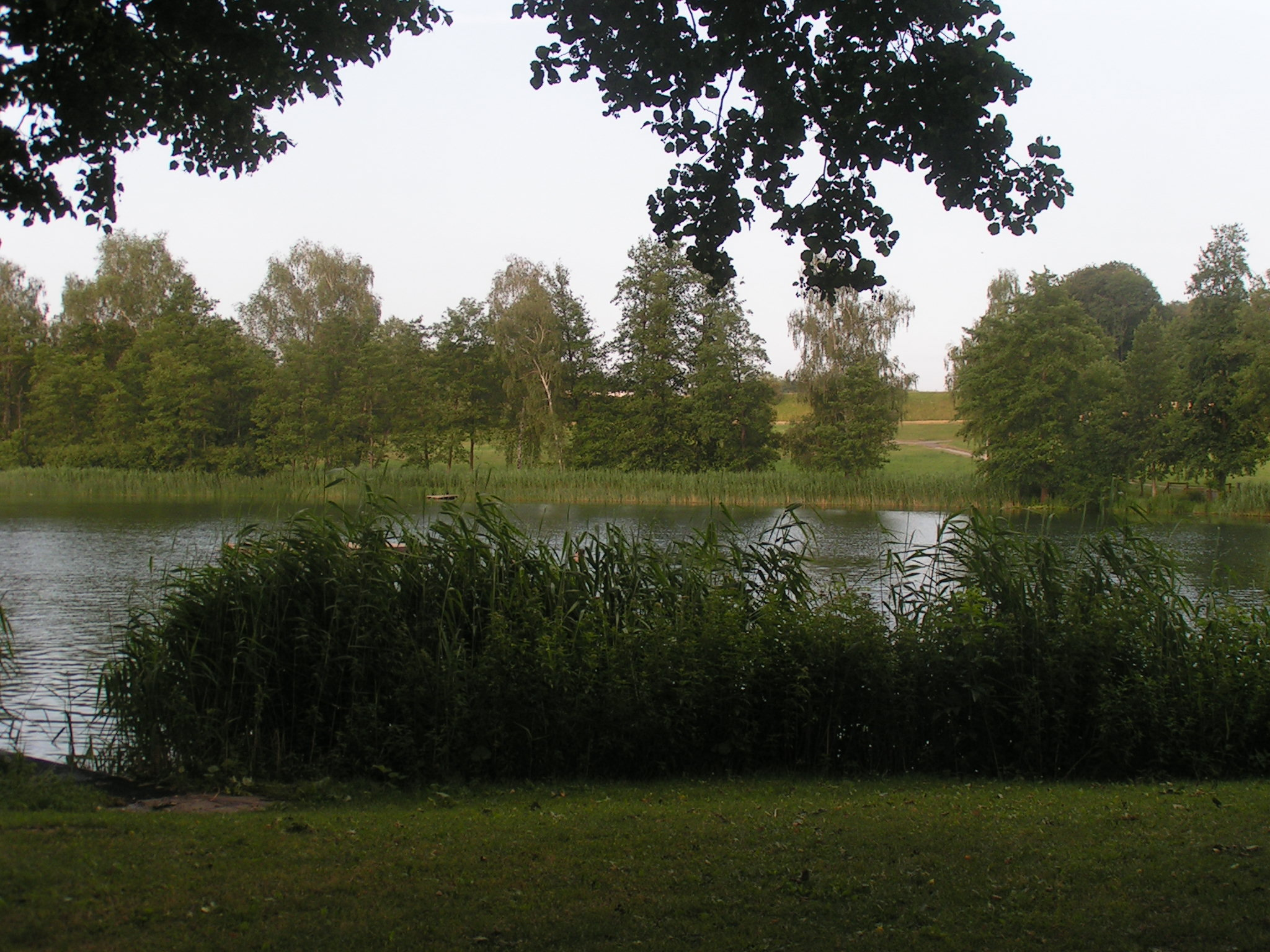
Mettmenhaslisee
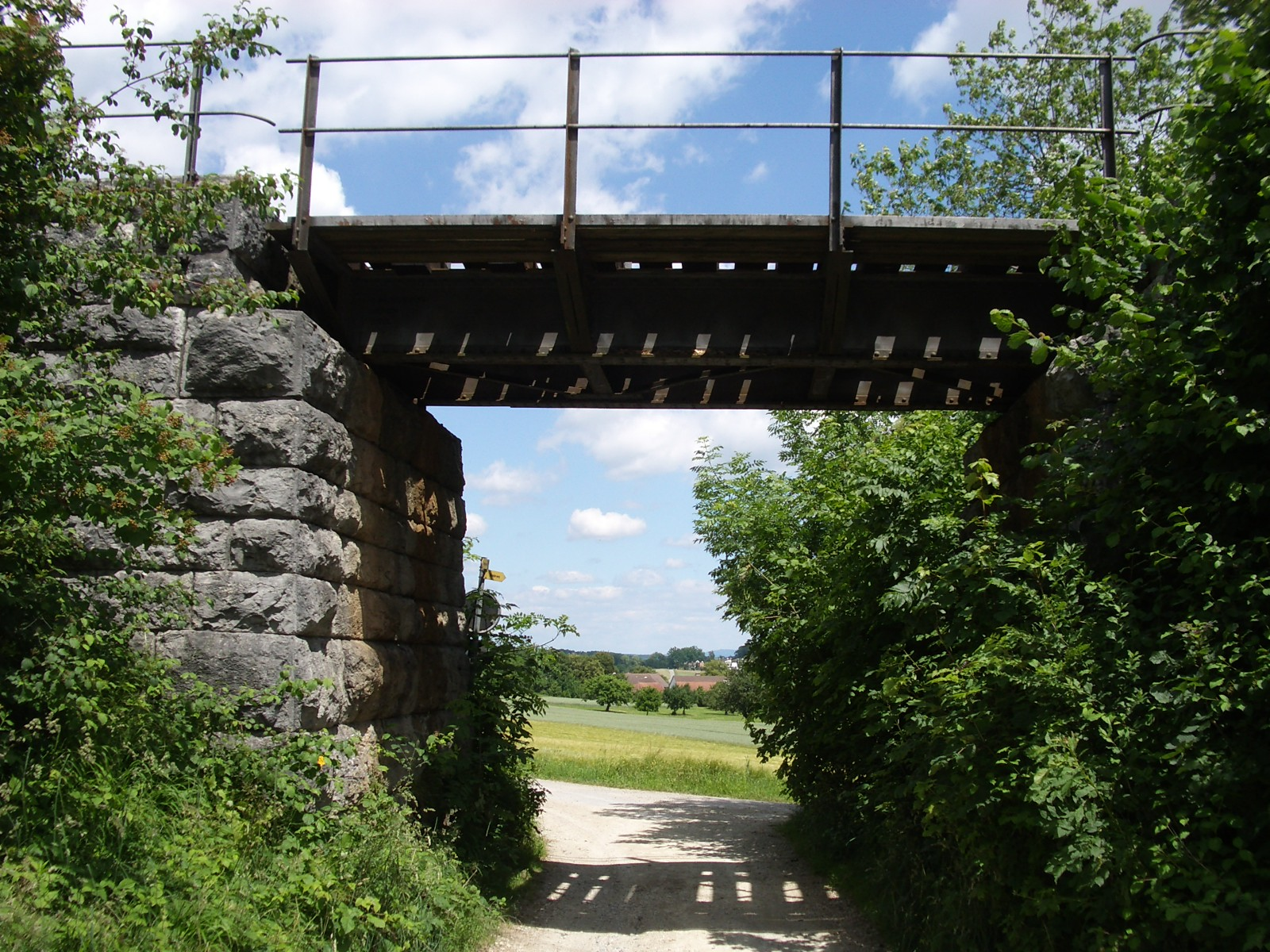
Alte Bahnbrücke der Bülach-Baden-Bahn bei Oberhasli
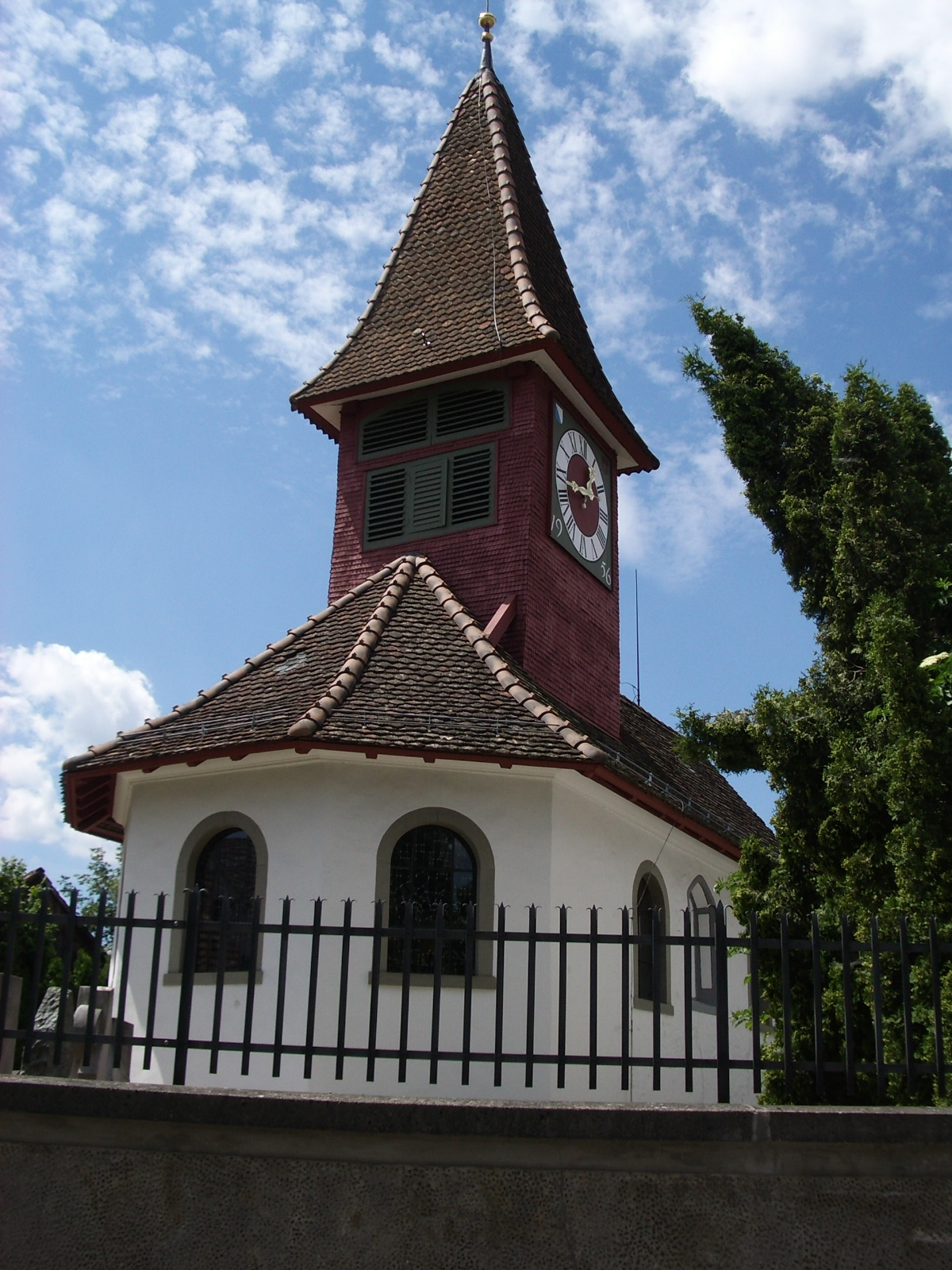
Reformierte Kirche Oberhasli, 1275 erwähnt
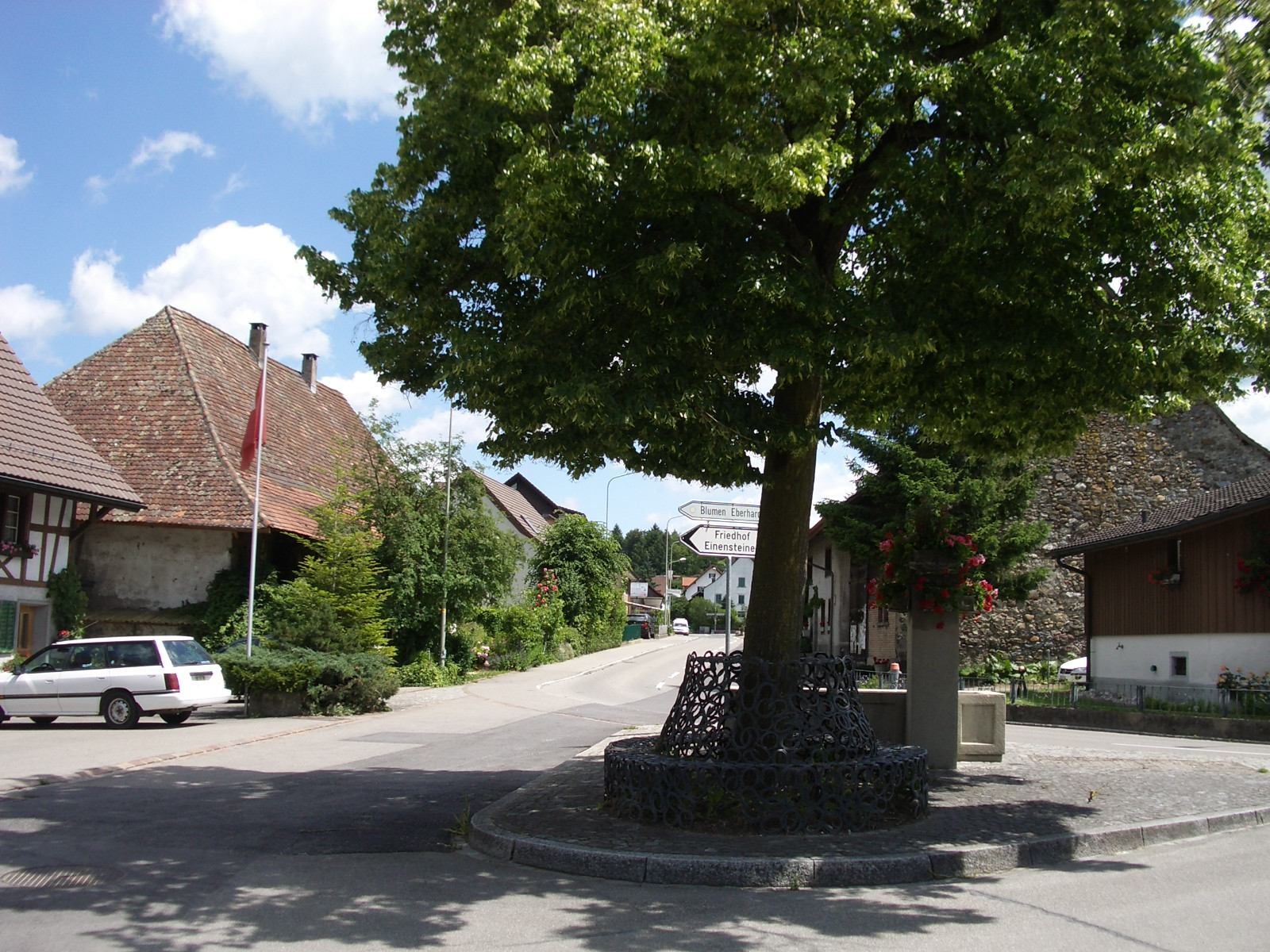
Oberhasli, Dorfplatz mit Linde